# لورين لانغ
لورين لانغ هي لاعبة كرلنغ كندية، ولدت في 8 أكتوبر 1956 في أونتاريو في كندا.

## وصلات خارجية
- لورين لانغ على موقع الاتحاد الدولي للكرلنغ (الإنجليزية)